# Флора і фауна Грузії

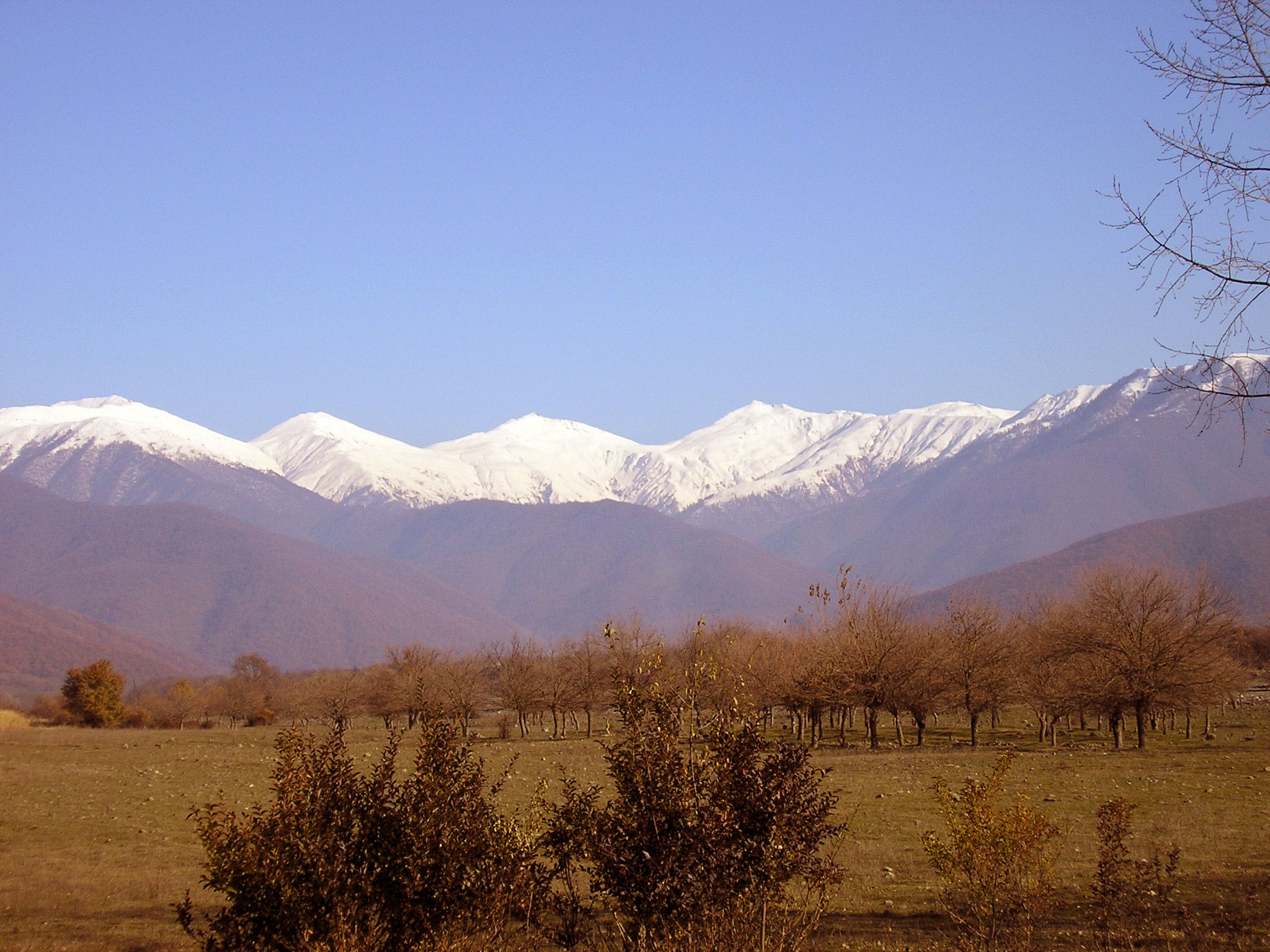
Природний контраст Грузії

Фло́ра і фау́на Гру́зії

## Флора, ліси

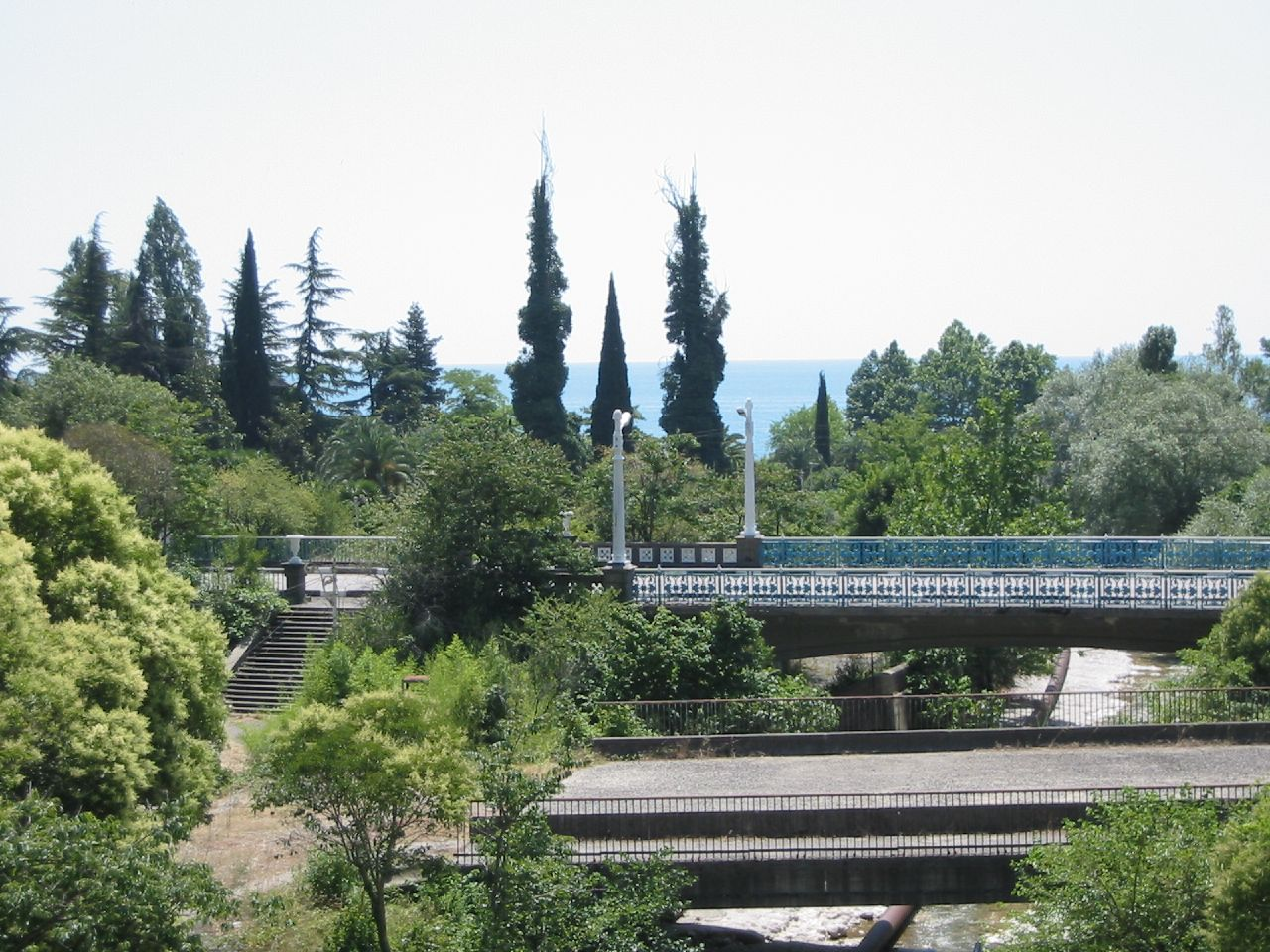

Рослинність в Грузії надзвичайно багата і різноманітна. За підрахунками ботаніків, кількість видів квіткових рослин — понад 4 500. Тут спостерігаються реліктові і характерні для даної місцевості рослини (діоскерія, понтійський і кавказький рододендрон, самшит, хурма і інші).
Ліси займають понад третини території. Раніше лісом була покрита вся Колхідська низовина і велика частина Іверійської западини. Зараз рівнинні ліси Колхіди і Алазанської долини майже усюди витиснені культурними насадженнями. Серед дерев найпоширеніші широколистяні (дуб, граб, каштан, бук) і хвойні (ялиця, ялина, сосни). Обширні альпійські луки, що тягнуться від верхньої межі лісу до 2 800—3 500 м. Степи в основному витіснені культурними насадженнями.
Серед специфічних ландшафтних зон Грузії відзначають колхідські широколистяні ліанові ліси з вічнозеленими деревами і чагарниками, а також лісові масиви з піцундської сосни в Піцунді, кавказької сосни в Боржомській ущелині, ельдарської сосни в Східній Грузії. Близько 200 тисяч га Колхідської низовини займають болота.

## Природні заповідники
У Грузії 15 заповідників, головними з яких є: 
- Лагодехський — з широколистяними лісами, субальпійськими і альпійськими луками; серед представників фауни — дагестанський тур, козиця, олень, сарна, кабан, ведмідь;
- Ріцинський — з озером Ріца і темнохвойними лісами;
- Боржомський — з хвойно-широколистяними лісами. Через Боржомський заповідник прокладений нафтопровід Баку — Тбілісі — Джейхан.

## Загальні особливості фауни
Фауна Грузії є надзвичайно різноманітною завдяки поєднанню на відносно невеликій території дуже різних природних, ландшафтних і кліматичних зон. Тут є як причорноморські рівнинні фауністичні комплекси (Колхідська низовина), та і степова фауна Східної Грузії, як представники фауни, що населяють гірські паста Центрального Кавказу, так і види, поширені в гірських районах Малого Кавказу.
Тваринний світ Грузії відрізняється різноманітністю. Він представлений: 
- більше ніж 100 видами ссавців,
- 330 видами птахів,
- 160 видами риб.

## Унікальні види

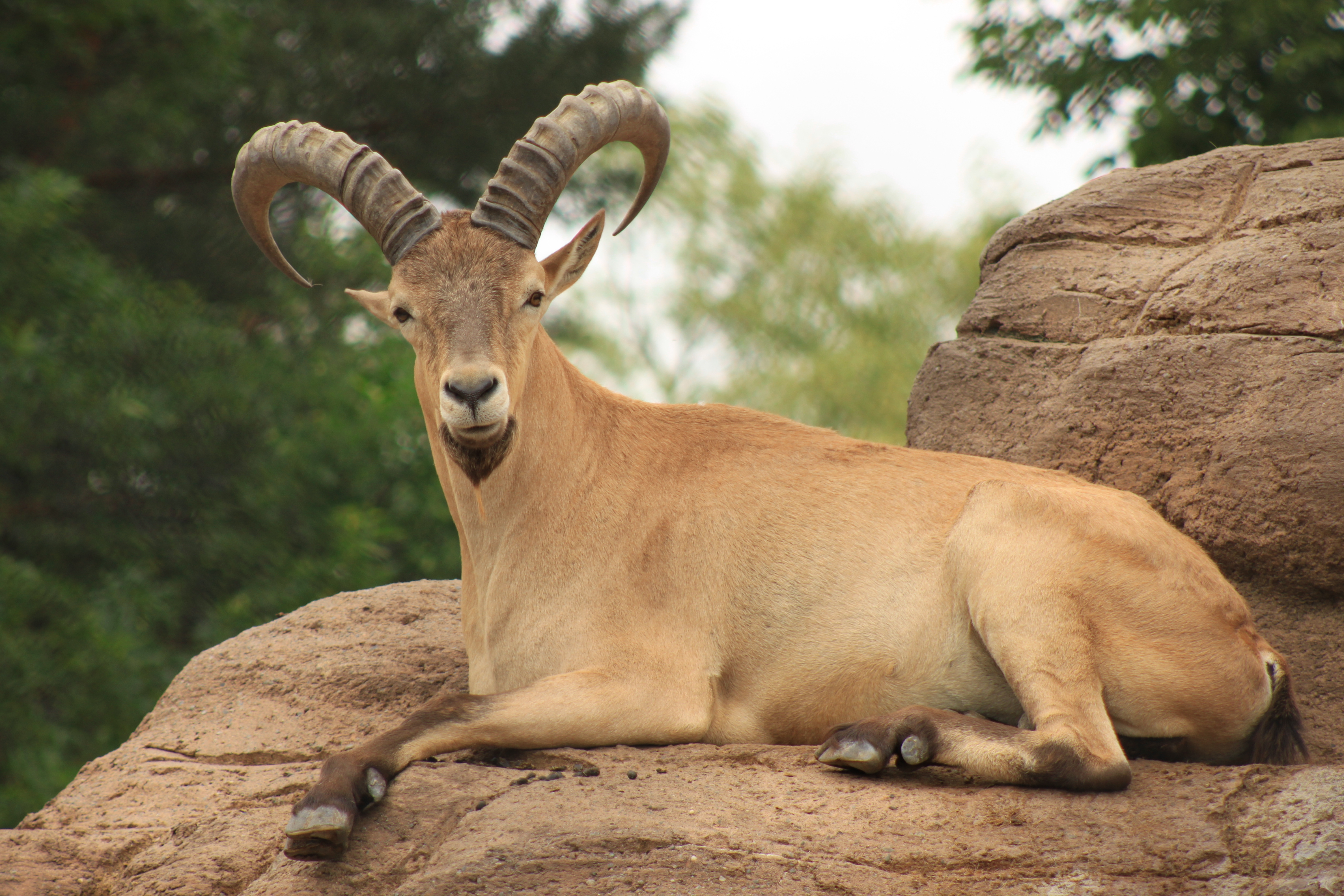
Козел кавказький (Capra caucasica), т. зв. "кавказький тур"

Багато представників фауни є ендеміками або напівендеміками, наприклад, ящірка артвінська.
В Грузії поширений особливий вид гірських козлів - тур кубанський, роги якого використовують як посуд для вина.
На Кавказі живе обмежено поширений і дуже давній вид "Прометеєва нориця" (Prometheomys schaposchnikovi), який мешкає на луках субальпійського і альпійського пасма на висотах 1500—2000 м.

### Фауна степових районів
Вельми своєрідна фауна степів Східної Грузії. До недавнього часу там зустрічався джейран, що зберігся лише в окремих місцевостях Ширакського степу. У Гардабанському степу і Алазанській долині зустрічається смугаста гієна. З інших хижаків можна відзначити лисицю, шакала, очеретяного кота. У тваринницьких районах поширені вовки. Для степів типові гризуни: тушканчики, полівки, хом'яки. Серед птахів звичайні польовий горобець, сіра куріпка, перепел, степовий орел. Характерна велика кількість ящірок і черепах, а також змій (вуж звичайний і водяний, удав західний, полоз жовточеревий). У Ельдарському і Ширакському степах зустрічається гюрза.

### Тваринний світ лісів
Найбагатший тваринний світ лісів. У багатьох районах поширені олень благородний, сарна європейська, кабан, заєць сірий, вивірка перська, а з хижаків — бурий ведмідь, вовк, шакал, рись, лісовий кіт і лисиця. Ліси Грузії славляться великою кількістю і різноманітністю птахів. Звичайні такі види, як зяблик, чорноголова гаїчка, велика синиця, зеленушка, чорний дрізд і інші. З хижих видів птахів, занесених в Червону книгу Грузії, зустрічаються (переважно в заповідниках) бородань, беркут, білоголовий сип, чорний гриф та інші. У деяких місцевостях Колхіди і Кахетії ще можна побачити фазана. З плазунів в лісах Грузії найчисленніші ящірки, болотяні черепахи і змії (вуж, мідянка, кавказька гадюка).

### Високогірна фауна
Високогірна фауна найкраще збереглася в межах Головного Кавказького хребта. У його західній частині водиться кубанський тур, в східній — дагестанський. Обидва види на зиму спускаються в лісовий пояс. Майже повсюдно поширена козиця, а на сході зустрічається безоаровий козел. З характерних птахів високогір'я можна відзначити кавказького тетерука, кеклика, бороданя.
У гірських річках і озерах водяться форель, вусач, короп та інші.